# Air Greenland
Pour les articles homonymes, voir GRL.
Nous apportons le meilleur
(da) Vi bringer det bedste frem
(kl) Pitsaanerpaamik apuussisarpugut
Air Greenland A/S est une compagnie aérienne nationale du Groenland, propriété du gouvernement local du Groenland avec une participation de 37,5 % du groupe SAS et une participation de 25 % du gouvernement danois. Basée à Nuuk, l'entreprise comptait 581 employés en octobre 2023.
Air Greenland exploite une flotte de 29 appareils, dont 10 avions desservant le réseau intérieur et international et 19 hélicoptères transférant des passagers de l'arrière pays au réseau d'aéroports intérieurs. Les vols pour les collectivités isolées sont entreprises sous contrat avec le gouvernement local du Groenland, le Ministère du Logement, de l'Infrastructure et des Transports étant responsable pour la coordination du réseau de destination.
La compagnie assure également des vols nolisés, des vols de taxi et des vols spéciaux, tels que les vols de recherche et de sauvetage (SAR), des vols d'ambulance aérienne, des vols nolisés à la base spatiale de Pituffik sur contrat avec la branche aérienne des forces armées des États-Unis et les vols à l'approvisionnement des sites miniers et les stations de recherche sur l'inlandsis du Groenland. En 2009, la longueur du réseau de service régulier était de 14 235 kilomètres avec un taux de remplissage moyen de 79,3 %.

## Histoire

### Les années 1960

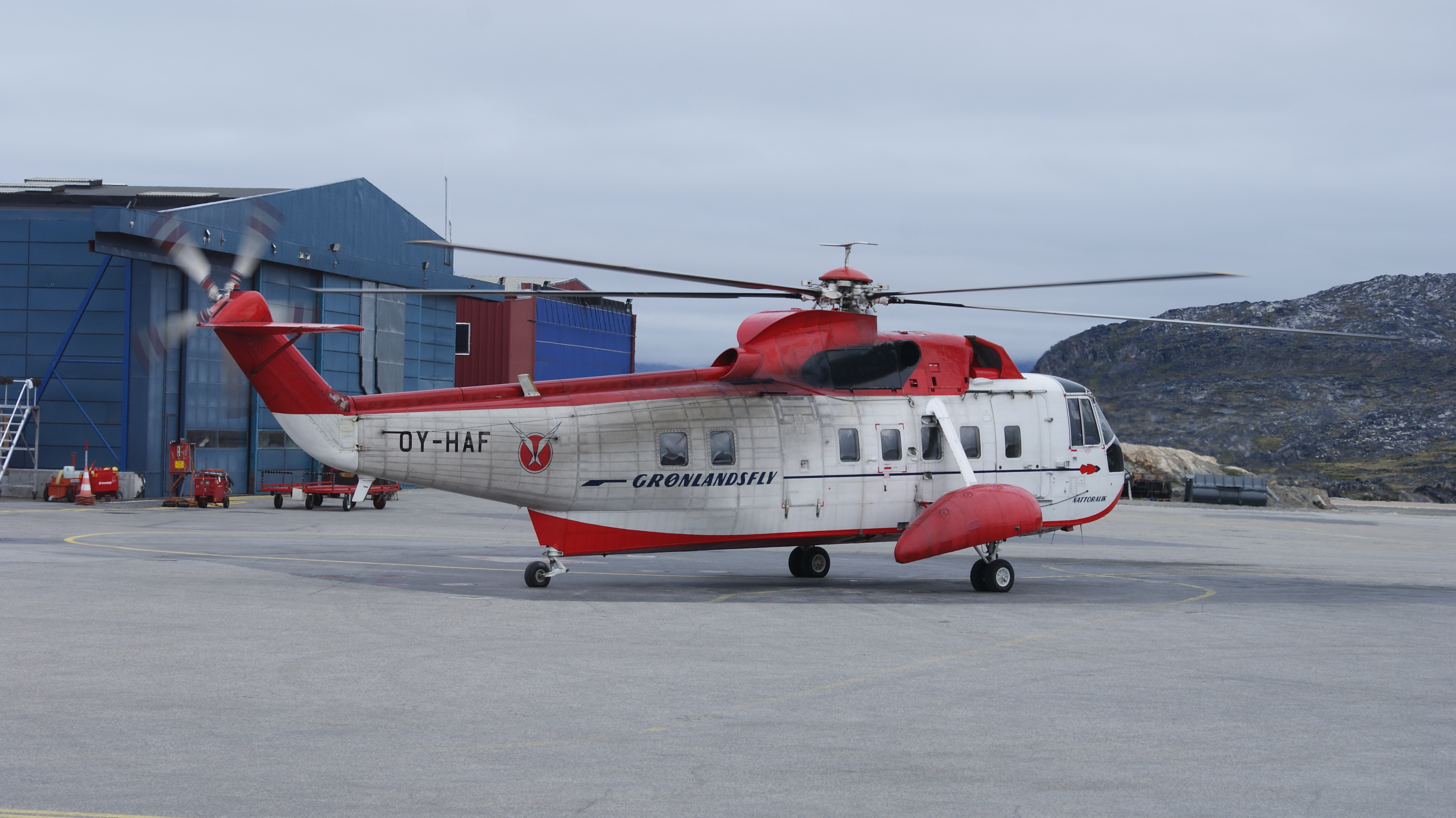
Ce Sikorsky S-61N, un hélicoptère acquis en 1965, est la plus ancienne machine dans la flotte de la compagnie.

La compagnie a été créée le 7 novembre 1960 sous le nom de Grønlandsfly par le SAS group (alors connue sous le nom de Scandinavian Airlines System) et par Kryolitselskabet Øresund, une société minière du Danemark avec des opérations dans l'ancienne colonie d'Ivittuut. En 1962, la propriété de la compagnie aérienne a été étendue au gouvernement provincial et au Den Kongelige Grønlandske Handel, la Compagnie Royale de Commerce du Groenland.
Les premiers vols desservant les bases américaines au Groenland ont été exploités avec le léger DHC-3 Otter et les hélicoptères Sikorsky S-55 affrétés en provenance du Canada. À partir de 1962, Grønlandsfly utilise des hydravions Catalina et des DHC-6 Twin Otters pour les liaisons intérieures. En 1965, Douglas DC-4 est devenu le premier grand avion utilisé par Grønlandsfly suivi par des hélicoptères Sikorsky S-61. Ces derniers ont demeuré en usage depuis lors, dès 2010 desservant les collectivités dans la municipalité de Kujalleq au Groenland du Sud pendant toute l'année et les villes et villages de la Baie de Disko durant l'hiver,.

### Les années 1970

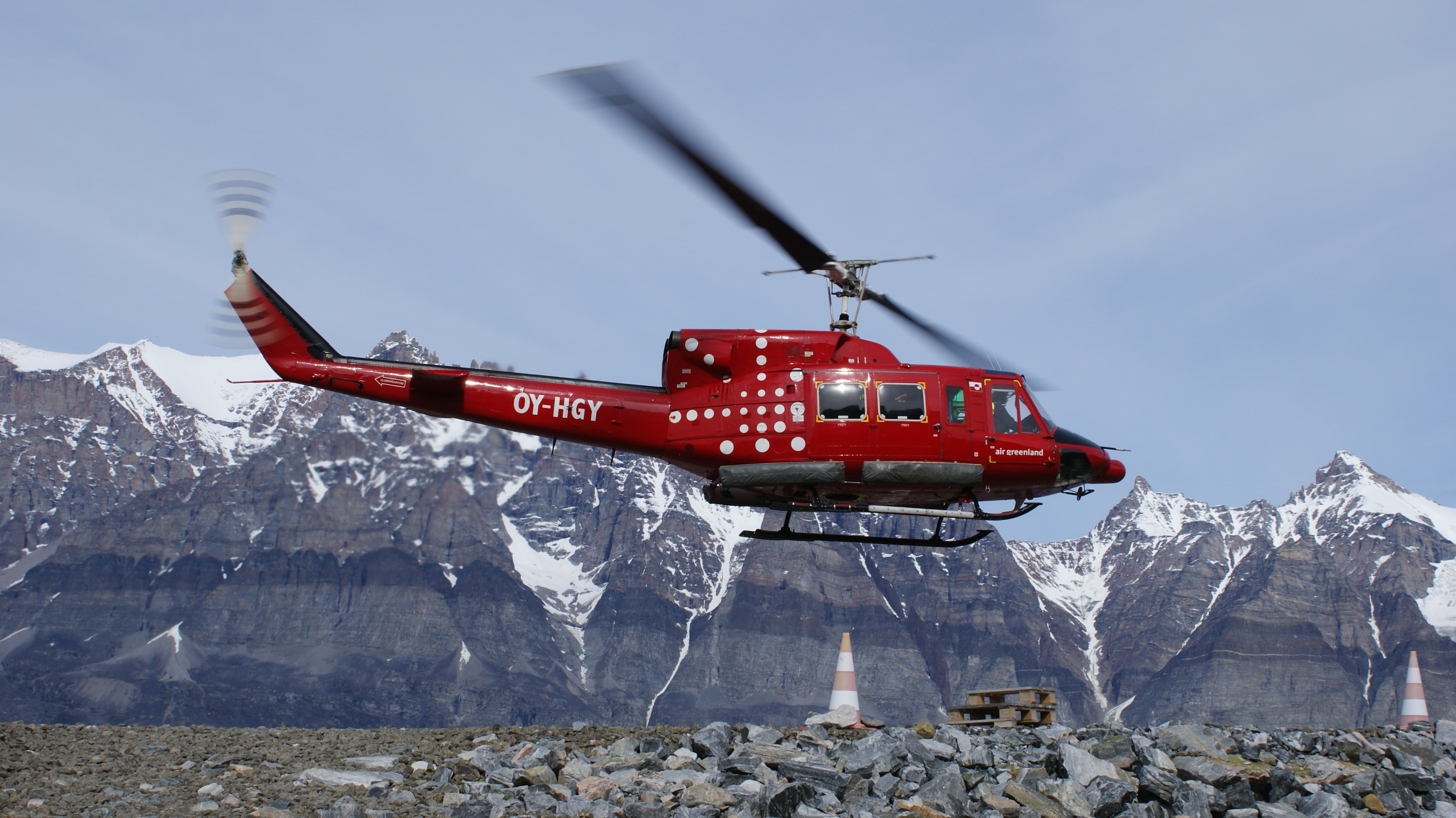
Ce Bell 212 décollant de l'Héliport d'Ukkusissat en route pour l'Héliport d'Uummannaq, dessert aussi le secteur commercial de l'exploitation minière à Maarmorilik.

Durant les années 1970, Grønlandsfly investit dans une expansion de la flotte d'hélicoptères en augmentant le nombre des Sikorsky S-61s de trois à huit, ce qui a permis en 1972 à la compagnie aérienne d'étendre son réseau aux communautés dans l'Est du Groenland avec un hélicoptère basé à Tasiilaq, alors connu comme Ammassalik. Ensuite la compagnie a également commencé de se servir de l'aéronef Douglas DC-6, une version nouvelle de l'ancien modèle DC-4.
L'exploitation commerciale au site de Maamorilik sur le continent au nord de la collectivité d'Ukkusissat dans les régions intérieures du fjord d'Uummannaq stimule de nouveaux les investissements dans la flotte d'hélicoptères, la société acquérant de nouveaux Bell 206s. Après sa fermeture en 1990, la mine est due à rouvrir en novembre 2010, les réserves de zinc et du minerai de fer ayant été estimées à durer 50 ans. Les vols vers les mines sont de nouveau assurés par Air Greenland, qui utilise l'hélicoptère Bell 212 basé à l'Héliport d'Uummannaq.
Dans le passé, la compagnie a cherché à élargir son réseau de destinations à plusieurs reprises. La première route internationale, hors celle à Copenhague au Danemark, a été ouverte en 1979 entre Nuuk et Iqaluit en Nunavut au Canada. Elle a, pourtant, été fermée 13 ans plus tard. À la fin des années 1970, le nombre de passagers servis par Grønlandsfly par an a augmenté jusqu'à 60 000, un nombre supérieure à la population totale du Groenland.

### Les années 1980

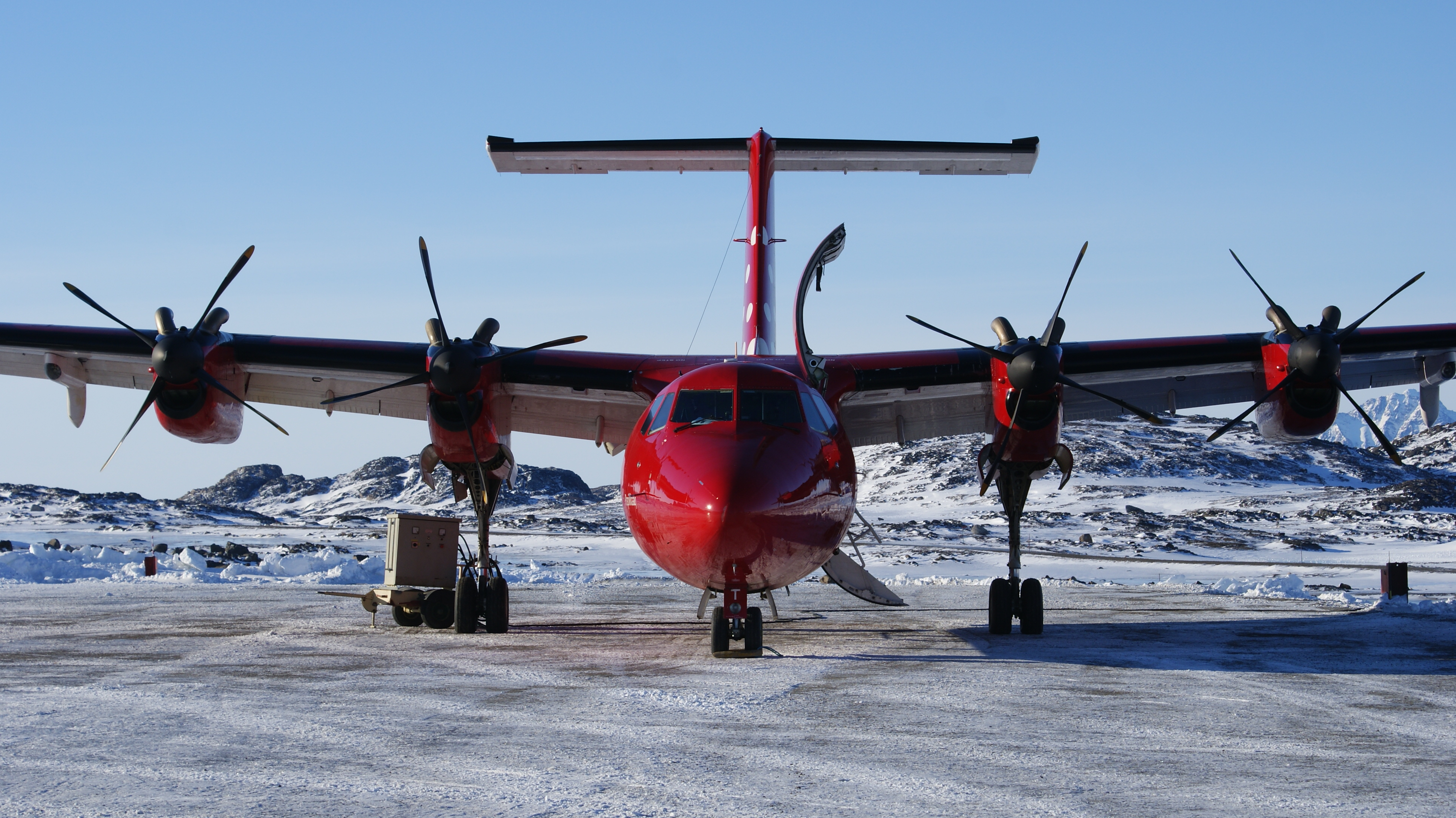
Air Greenland se servait auparavant des modèles 102 et 103 du Dash-7. Celui-ci, ici à l'aéroport de Kulusuk, est équipé d'une soute avant.

Au début des années 1980, le nouveau gouvernement local récemment installé au Groenland a décidé d'investir dans le réseau régional d'aéroports en construisant des aéroports de décollage et atterrissage court (ADAC) à Nuuk, à Ilulissat et à Kulusuk. Pour assurer le service du réseau élargi Grønlandsfly a acquis des Dash-7, particulièrement adaptés aux conditions climatiques souvent sévères au Groenland. Le premier Dash-7 a été livré le 29 septembre 1979 comme plus de machines au cours de la décennie suivante.
Plusieurs des aéroports construits à cette époque n'ont pas d'équipement de dégivrage, ce qui est problématique en hiver groenlandais et ce qui selon la compagnie aérienne même entraînent des pertes économiques. Ces appareils seront utilisés jusqu'en 2010.
En 1981, la compagnie a ouvert sa première ligne à l'Islande, qui relie le centre d'opérations important de l'aéroport de Kangerlussuaq avec l'aéroport de Reykjavik via l'aéroport de Kulusuk. Vers la fin de la décennie, le nombre d'employés a augmenté à 400, avec le nombre de passagers servis excédant 100 000 chaque année pour la première fois.

### Les années 1990

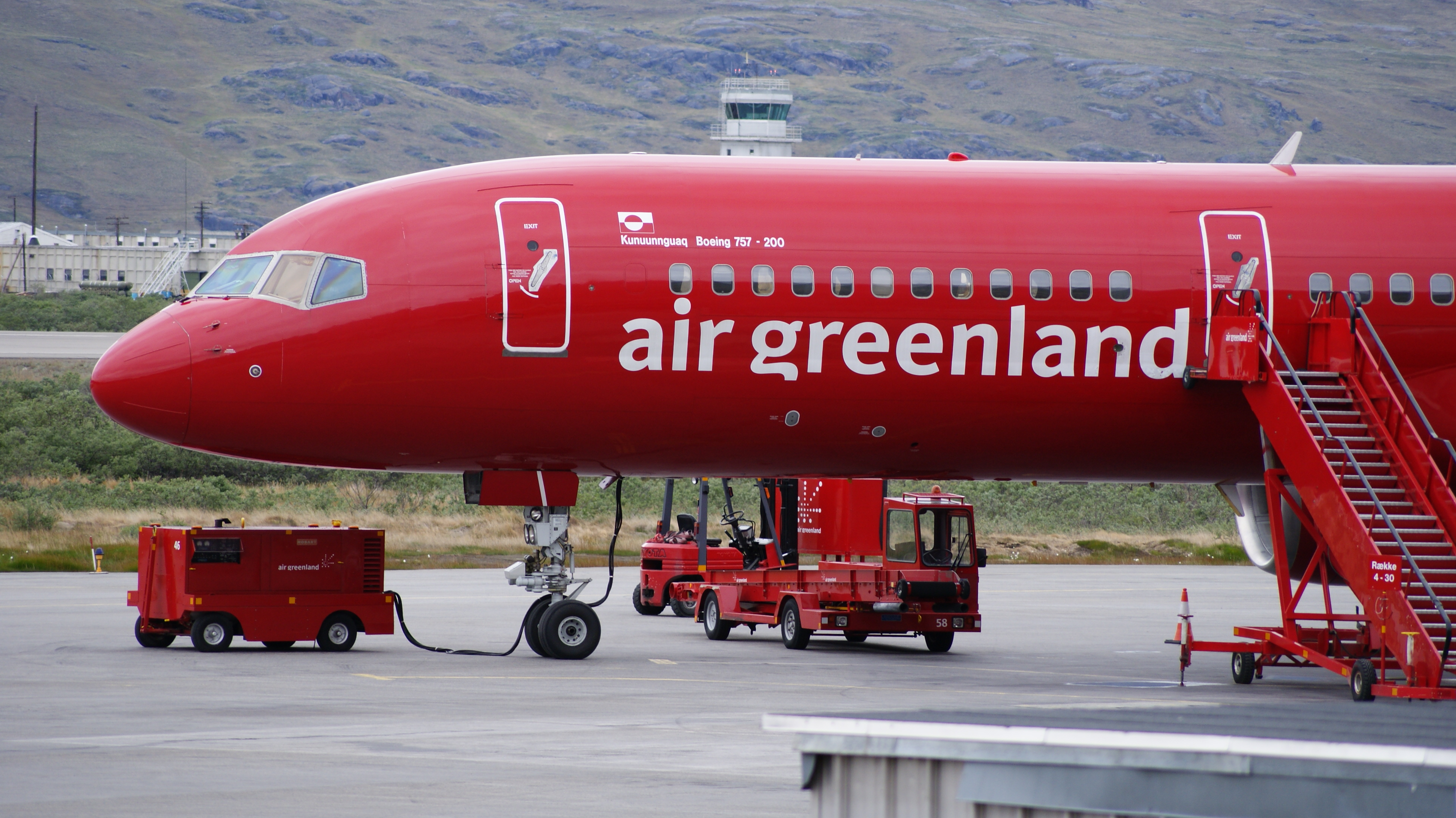
Ce Boeing 757-200 a été utilisé par la compagnie entre 1998 et 2010 en service entre Kangerlussuaq et Copenhague et entre Narsarsuaq et Copenhague, les liaisons transatlantiques du réseau.

En mai 1998, Grønlandsfly a commencé à exploiter son premier avion à réaction, un Boeing 757-200. Ayant une tradition de « baptiser » ses avions, la compagnie a nommé cet avion de ligne Kunuunnguaq (petit Knud), en honneur de l'explorateur et ethnologue du Groenland, Knud Rasmussen, dont un buste décore le terminal de l'aéroport de Kangerlussuaq, une base clé du réseau de la compagnie aérienne.
Avec cet achat, la compagnie projette de rompre le monopole de SAS sur la route commercialement rentable entre Copenhague et Kangerlussuaq, les opérations débutant immédiatement après l'achat du 757. Le réseau des aéroports régionaux a été étendu au cours de la décennie, plusieurs aéroports ADAC nouvellement construits : l'aéroport de Sisimiut, l'aéroport de Maniitsoq et l'aéroport de Aasiaat dans l'ouest du Groenland et l'aéroport de Qaarsut et l'aéroport d'Upernavik au nord-ouest du Groenland ont été ajoutés au résille.
Ayant acquis son cinquième Dash-7, Grønlandsfly a été pour la première fois depuis sa création en mesure de fournir des services d'avion à toutes les centres d'urbanisation au Groenland, la ville d'Uummannaq cependant étant desservie par l'aéroport de Qaarsut en liaison avec l'héliport d'Uummannaq. En 1999, la compagnie a transporté 282 000 passagers, soit près de trois fois plus que le nombre annuellement transporté aux années la fin de la décennie précédente.

### Les années 2000

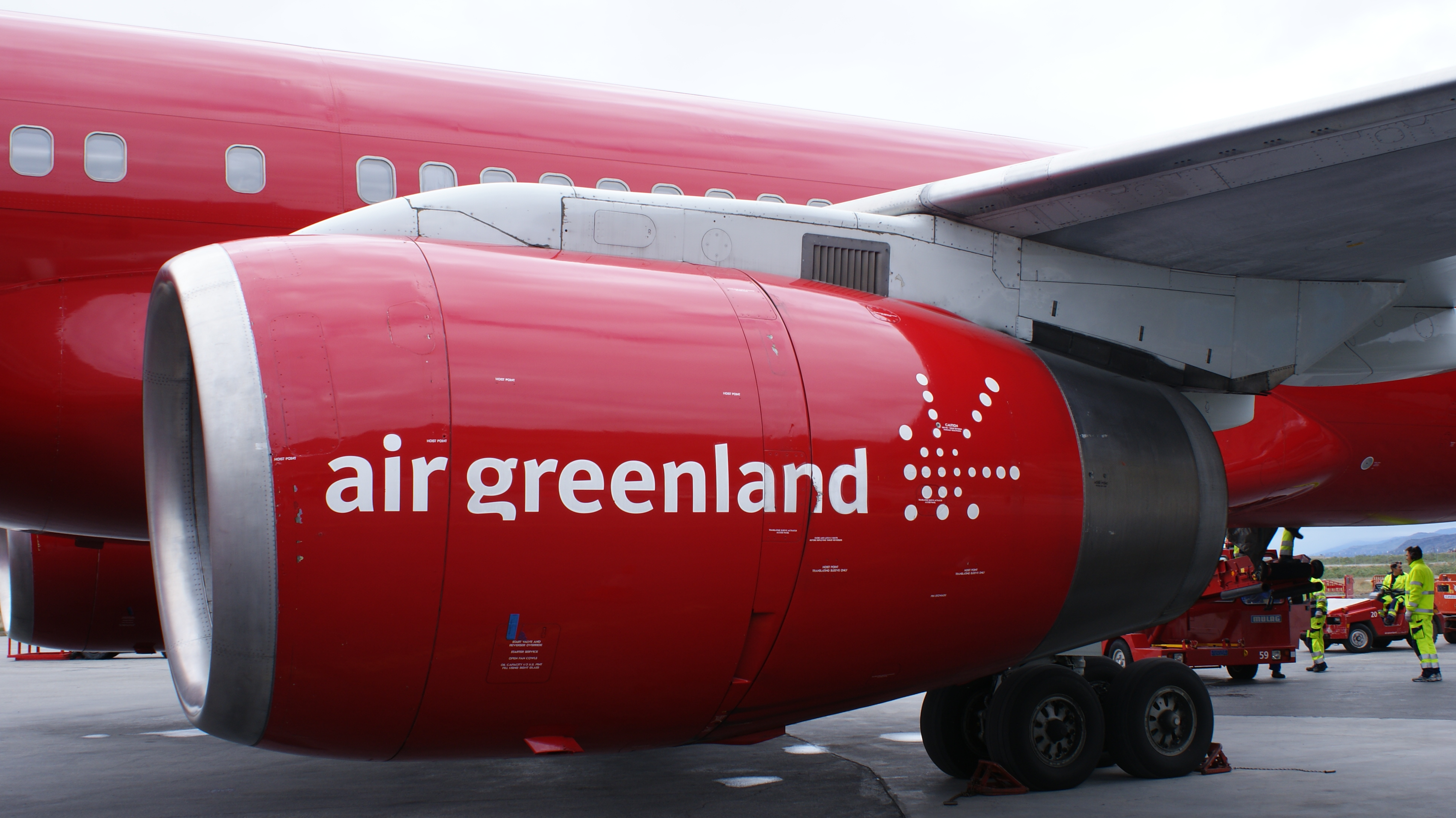
Le nouveau logo d'Air Greenland et la livrée sur le moteur du Boeing 757-200 à l'aéroport de Kangerlussuaq.

Au cours de la fin des années 1990 et début des années 2000, la compagnie a cherché à renouveler sa flotte vieillissante, la retraite de plusieurs de ses S-61s et 206s étant nécessaire. Ces hélicoptères ont été remplacés par des Bell 212s et un Eurocopter AS350. Le 18 avril 2002, Grønlandsfly a changé son nom à Air Greenland ainsi qu'adopté la nouvelle livrée toute rouge et un nouveau logo.
En 2003, SAS a abandonné la route à Copenhague, laissant Air Greenland le seul transporteur reliant le Groenland au Danemark et à l'Europe continentale. La compagnie a été en mesure de fournir le service requis avec l'Airbus A330-200 récemment acquis. Baptisé Norsaq, cet appareil est le deuxième grand avion de ligne de la flotte de la compagnie aérienne groenlandaise. SAS a brièvement relancé son service en 2008 mais a, à nouveau, abandonné la concurrence en janvier 2009.
En 2003, Air Greenland a remporté le contrat avec l'US Air Force pour les vols desservant la base aérienne à Thulé (un contrat qu'a eu précédemment SAS); les opérations ont commencé en février 2004. Le contrat a été renouvelé pour une période de cinq ans en 2008.

Dash 8 d'Air Greenland

Le 28 juillet 2006, Air Greenland a acquis la société Air Alpha Greenland, une filiale d'Air Alpha, une société aéronautique basée à Odense, au Danemark. La société qu'a acquise Air Greenland a effectué des vols d'hélicoptère dans la région de la Baie de Disko et dans l'Est du Groenland. Depuis la reprise les hélicoptères Bell 212 sont encore mis en service par Air Greenland pour les transferts de passagers entre l'aéroport de Nerlerit Inaat et l'Héliport d'Ittoqqortoormiit,.
Le 13 juin 2007, le groupe SAS a annoncé son intention de vendre sa part d'Air Greenland, une stratégie qui a été incorporée plus tard dans le programme de restructuration du groupe nommé Core SAS,. En ce moment en 2010, la compagnie n'a pas encore exécuté sa décision.
Le 1er octobre 2007, la compagnie a inauguré un système de réservation électronique. Le service à la Baltimore à Maryland aux États-Unis a été ouvert en été 2007, mais en raison d'une vente pauvre de billets, il a été fermé de nouveau en mars 2008. Une réouverture de la connexion à Iqaluit a été considérée par Air Greenland à la fin de 2009, mais les opérations ont été reportées jusqu'en 2011 au moins. En 2009, la compagnie a transporté 399 000 passagers.

### Les années 2010

Le logo de la compagnie.

Le 1er janvier 2010, Air Greenland a suspendu sa participation dans le programme de fidélité EuroBonus de Scandinavian Airlines. La vente de son Boeing 757-200, Kunuunnguaq a suivi en avril. Le service de Narsarsuaq à Copenhague est désormais assuré par un contrat de bail d'un appareil pareil d'Air Finland.
En 2010, après la saison touristique (de mai à septembre), ce service a été remplacé par un lien avec entre Narsarsuaq et Copenhague via un transfert à Kangerlussuaq, la partie groenlandaise étant à effectuer avec la nouvelle acquisition de la compagnie, un de Havilland Canada Dash-8,.
Dans sa rivalité avec Icelandair, qui exploite des services à Nuuk, Narsarsuaq, Ilulissat, et tous les aéroports de la côte de l'est du pays, Air Greenland a annoncé l'ouverture de nouvelles connexions avec l'Islande, reliant Nuuk et Narsarsuaq avec l'aéroport international de Keflavik. La route est exploitée depuis 2010.

### Les années 2020
En 2020, l'entreprise commande auprès d'Airbus un A330-800, pour remplacer Norsaq, un A330-220 vieillissant, qui arrête ses opérations en 2023. Elle reçoit l'avion, baptisé Tuukkaq, en décembre 2022. L'avion opère actuellement depuis l'aéroport de Kangerlussusaq, et commence ses vols depuis Nuuk avec la nouvelle piste terminée début 2024. En effet, cet aéroport n'avait pas encore une piste suffisamment longue pour accueillir des avions à réaction. Le nouvel avion fait partie d'un plan visant à créer une industrie touristique conséquente sur l'île. Dans une animation du nouvel aéroport, on peut apercevoir plusieurs avions similaires au nouvel A330: il est donc possible que la compagnie achète de nouveaux avions dans les années à venir, ce que le président d'Air Greenland a confirmé: elle doit en effet louer des services de JetTime pour ses vols estivaux. Elle reçoit un 8e Dash-8 en 2023, racheté au loueur Avmax,.

## Destinations

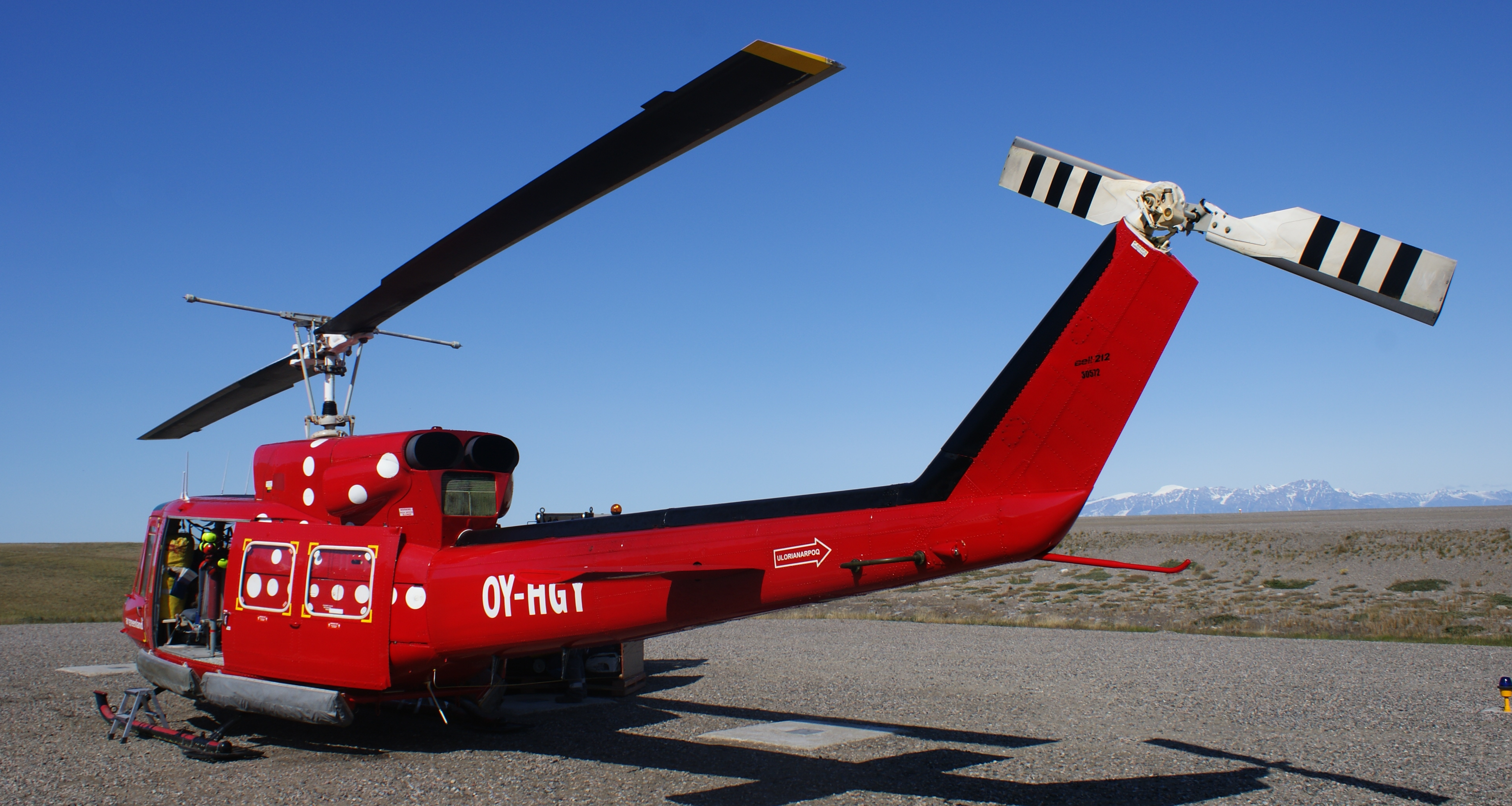
Le Bell 212 fonctionne en tant que hélicoptère de navette entre les stations d'hélicoptère et les aéroports régionaux.

Le réseau aéroportuaire national d'Air Greenland comprend l'ensemble des 13 aéroports civils à l'intérieur du pays. Les deux aéroports internationaux capables de servir de grands avions (l'aéroport de Kangerlussuaq et l'aéroport de Narsarsuaq) étaient autrefois utilisés comme bases militaires par l'US Air Force mais sont actuellement exclusivement utilisés pour les vols civils et comme base des vols transatlantiques.
Tous les autres aéroports régionaux sont ADAC, desservis par les Dash-8, les aéronefs à voilure fixe de la compagnie. En dehors du Groenland, la compagnie assure des vols à l'aéroport international de Keflavik, en Islande, et des vols transatlantiques à l'aéroport de Copenhague au Danemark.
Les petites collectivités sont desservies par des vols d'hélicoptère local à partir de l'aéroport d'Upernavik dans l'archipel d'Upernavik au nord-ouest du Groenland, à partir de l'héliport d'Uummannaq dans la région du fjord d'Uummannaq au nord-ouest du Groenland, à partir des aéroports d'Ilulissat et d'Aasiaat dans la région de la Baie de Disko dans l'ouest du Groenland, à partir de l'Héliport de Qaqortoq et l'Héliport de Nanortalik dans le sud du Groenland, et à partir de l'Héliport de Tasiilaq dans l'est du pays. Parmi les 45 héliports desservis huit d'entre eux sont primaires, tandis que le reste sont des hélistations.

## Flotte

### Flotte d'avions

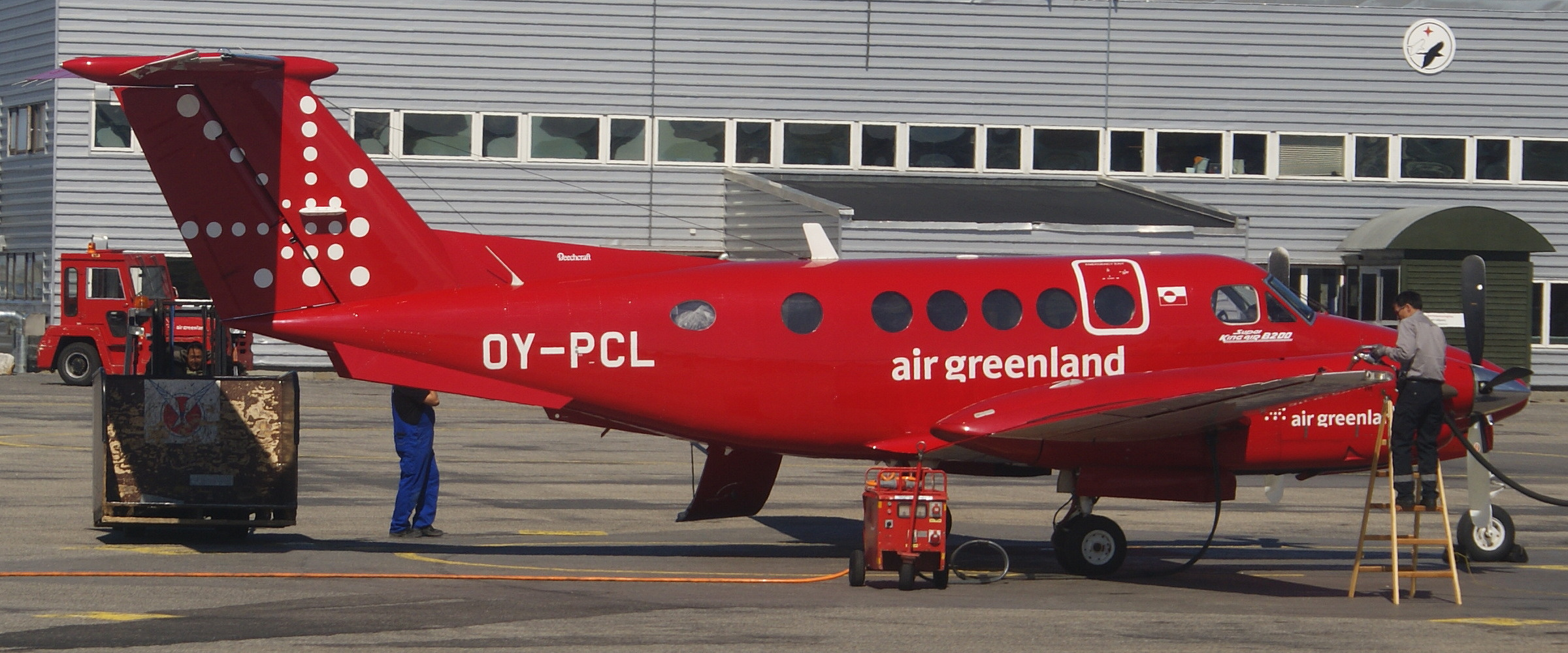
Beechcraft King Air "Amaalik" subit une maintenance à la base aérienne de l'aéroport de Nuuk.

Les De Havilland Canada Dash-8 sont les principaux aéronefs utilisés par Air Greenland, servant pour les vols entre les aéroports du Groenland. Les portes du poste de pilotage de tous les avions Dash-8 sont décorées avec de l'art inuit. La fiabilité de ces avions a été testée avec succès dans les conditions météorologiques difficiles au Groenland. En 2010, pour remplacer les Dash-7 vieillissants, la compagnie a acquis le premier de Havilland Canada Dash-8 Q200, avec un autre en commande. Le Dash-8 de deux moteurs est maintenant le principal avion de la compagnie.
En février 2023, Air Greenland exploite les avions suivants:

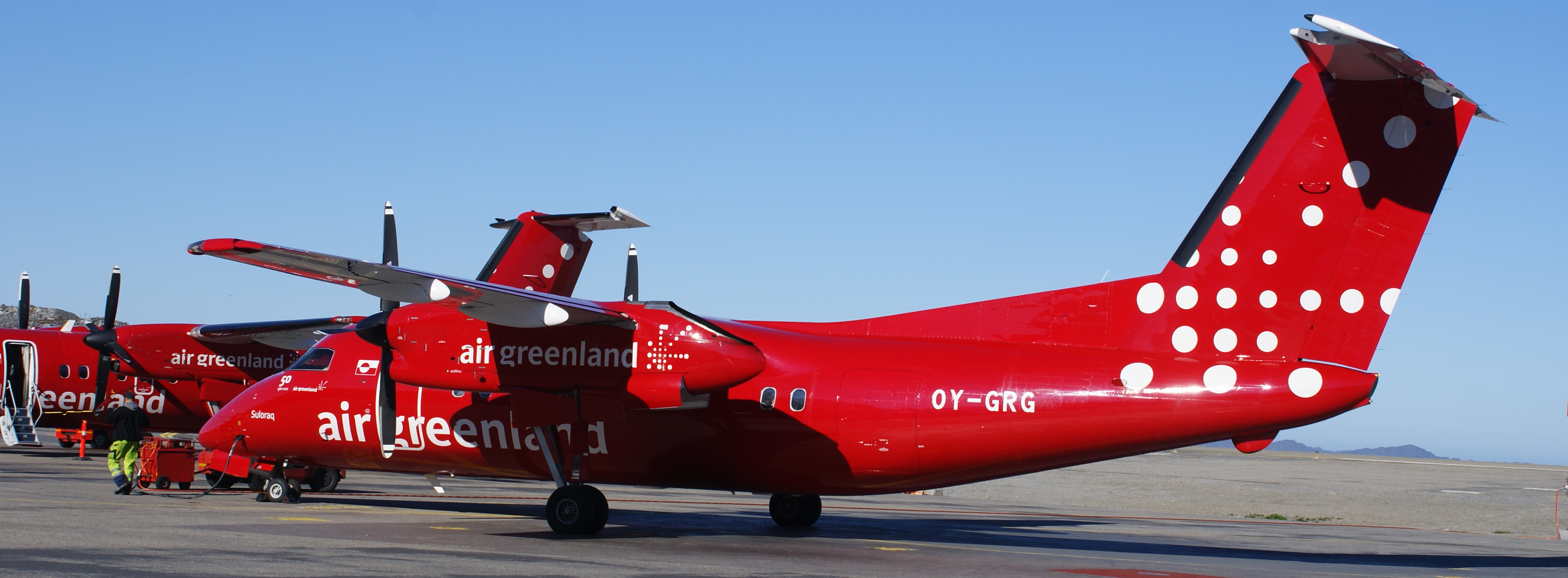
Les Dash-8 d'Air Greenland

### Flotte d'hélicoptères

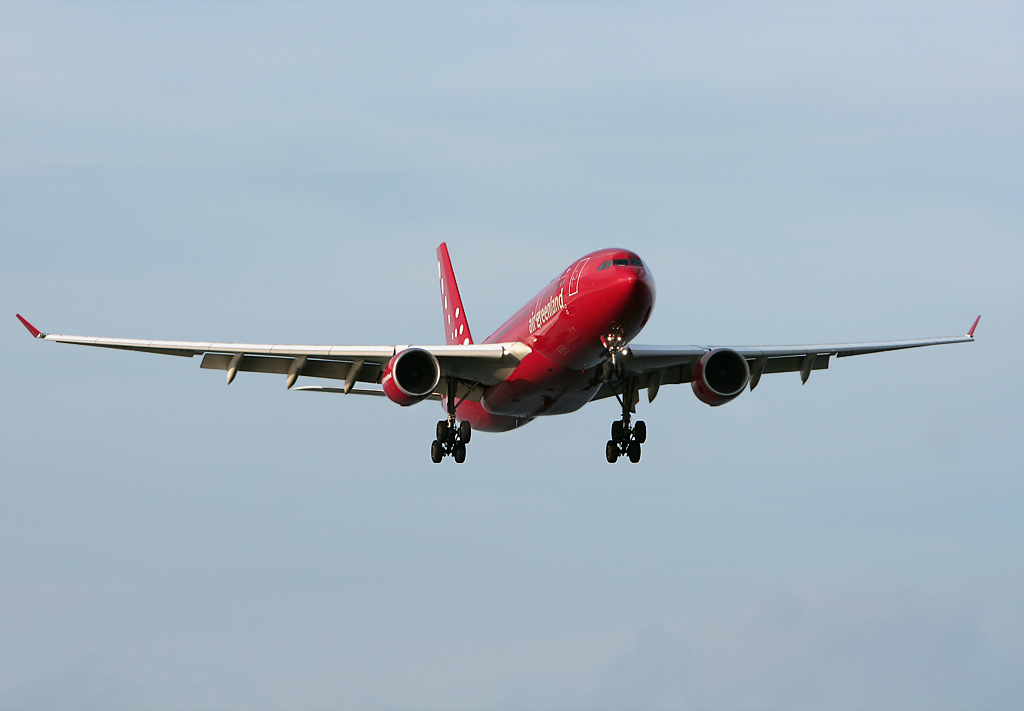
L'airbus A330-200 Norsaq atterrissant à l'aéroport de Copenhague.

Le Bell 212 est l'hélicoptère principal utilisé pour les vols desservant les collectivités. Les hélicoptères les plus anciens, les Sikorsky S-61Ns, sont stationnés à l'aéroport d'Ilulissat et à l'héliport de Qaqortoq. Avec une capacité de 25 sièges, le S-61 basé dans le sud du Groenland a été utilisé pour les passagers de navette en provenance de Copenhague, qui arrive à l'aéroport de Narsarsuaq. La vente du Boeing 757 en avril 2010 a contribué à la baisse à long terme du trafic de l'aéroport,, la compagnie aérienne prévoyant en conséquence de supprimer le S-61 de sa flotte. Trois des hélicoptères Bell 222 sont retirés du service actif, et stationnés à l'aéroport de Kangerlussuaq en attendant d'être vendus. En septembre 2011, Air Greenland passe commande de deux hélicoptères EC225 à Eurocopter afin d'assurer des missions de transport de passagers, mais aussi de recherche et de sauvetage en mer. Ces deux machines doivent être livrées en 2014.

### Flotte historique
Dans le passé, Air Greenland a utilisé les aéronefs suivants :
- Aérospatiale Alouette III
- Airbus A330-200
- Bell 204
- Bell 206B Jet Ranger
- Boeing 757-200
- Cessna 172
- Cessna 550
- De Havilland Canada DHC-3 Otter
- Douglas DC-3
- Douglas DC-4
- Douglas DC-6
- Eurocopter AS355
- MD-500
- PBY Catalina
- Piper PA-18 Super Cub
- Piper PA-31
- Sikorsky S-55
- Sikorsky S-58
- Sikorsky S-61

## Service

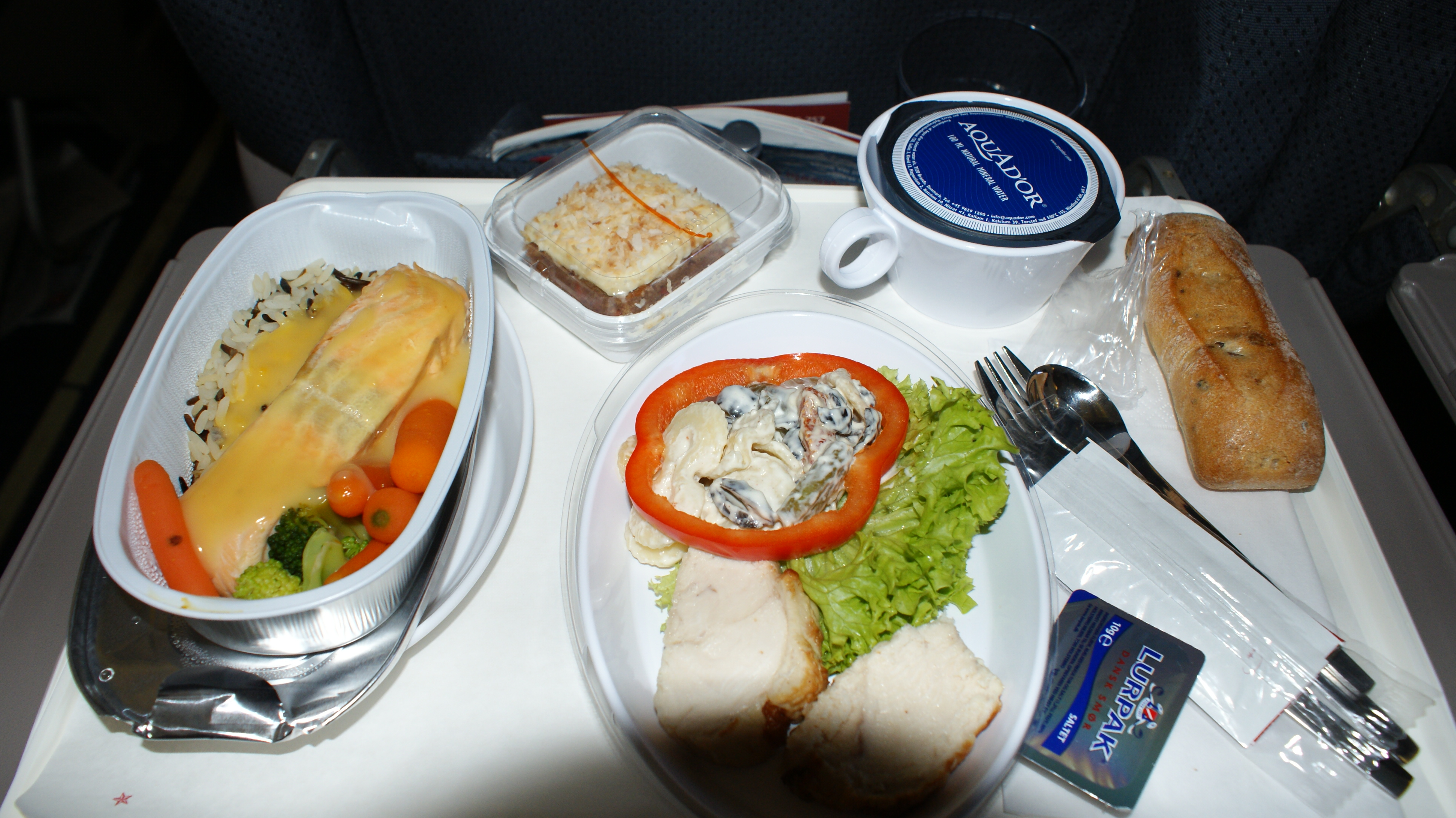
Exemple de repas offert en classe économique sur un vol transatlantique de Copenhague à Kangerlussuaq.

### Classe économique et classe affaires
Air Greenland offre une classe économique flexible et une classe avec limitations sur tous les vols d'avion à voilure fixe avec des snacks et des boissons gratuites. Sur les vols transatlantiques à partir de Copenhague et une classe économique et une classe affaires sont disponibles avec un service repas pour toutes les classes. Air Greenland publie la revue trimestrielle Suluk, un magazine inflight, avec des informations générales sur l'actualité politique et culturelle du Groenland ainsi que des nouvelles de la compagnie aérienne.

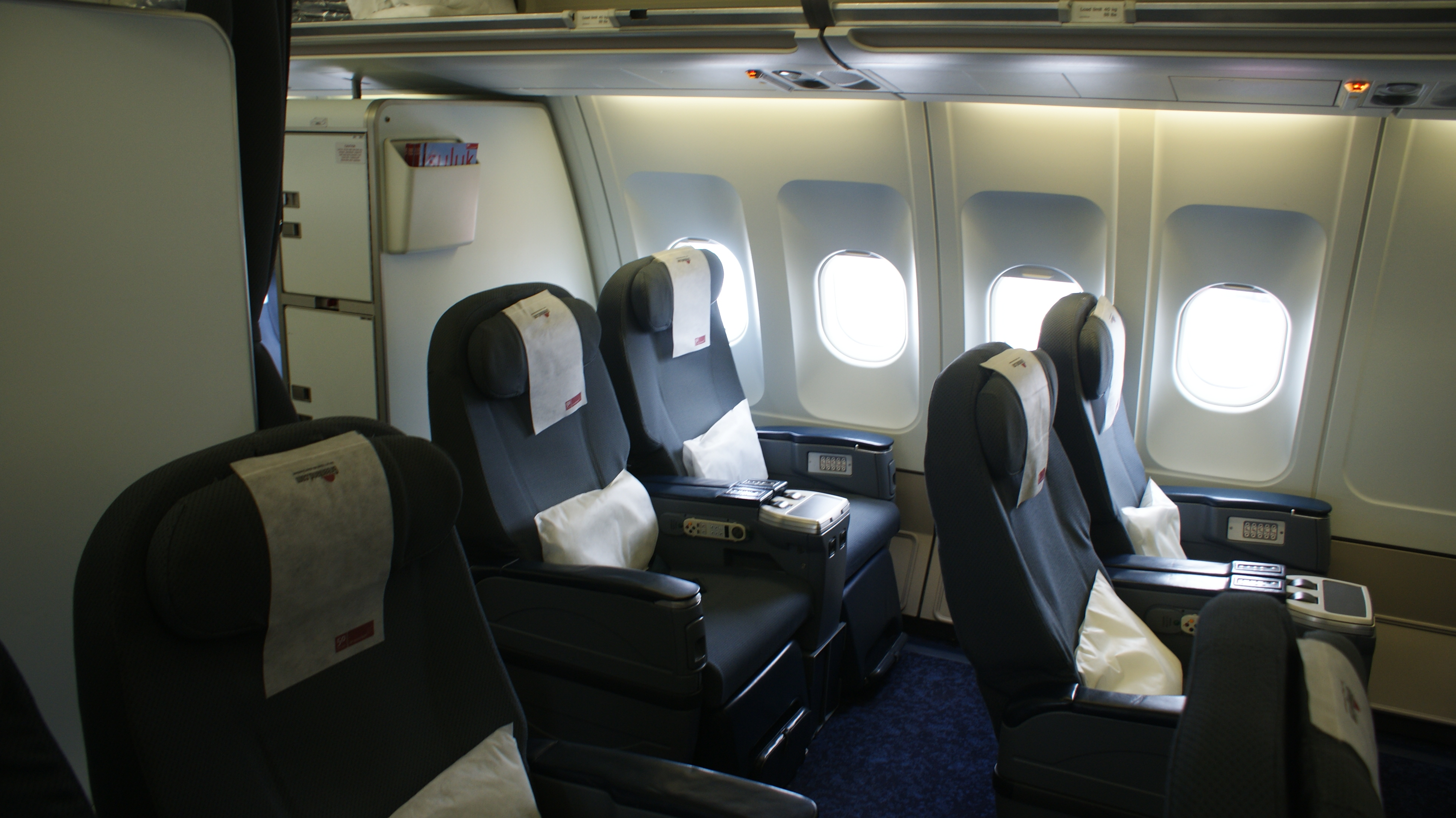
Les sièges de la classe affaires ("Nanoq class") dans l'Airbus A330-200 d'Air Greenland, le Norsaq.

La classe affaires flexible, surnommée Nanoq class d'après le mot groenlandais pour ours polaire, est offerte sur les vols transatlantiques exploités avec l'Airbus A330-200, le Norsaq. Le service comprend un écran vidéo personnel, une source d'alimentation à chaque siège, une trousse d'agrément, des couvertures et une sélection de journaux,. Voyageurs de cette classe ont accès au Novia Business Class Lounge à l'aéroport de Copenhague.

### Vols aux villages

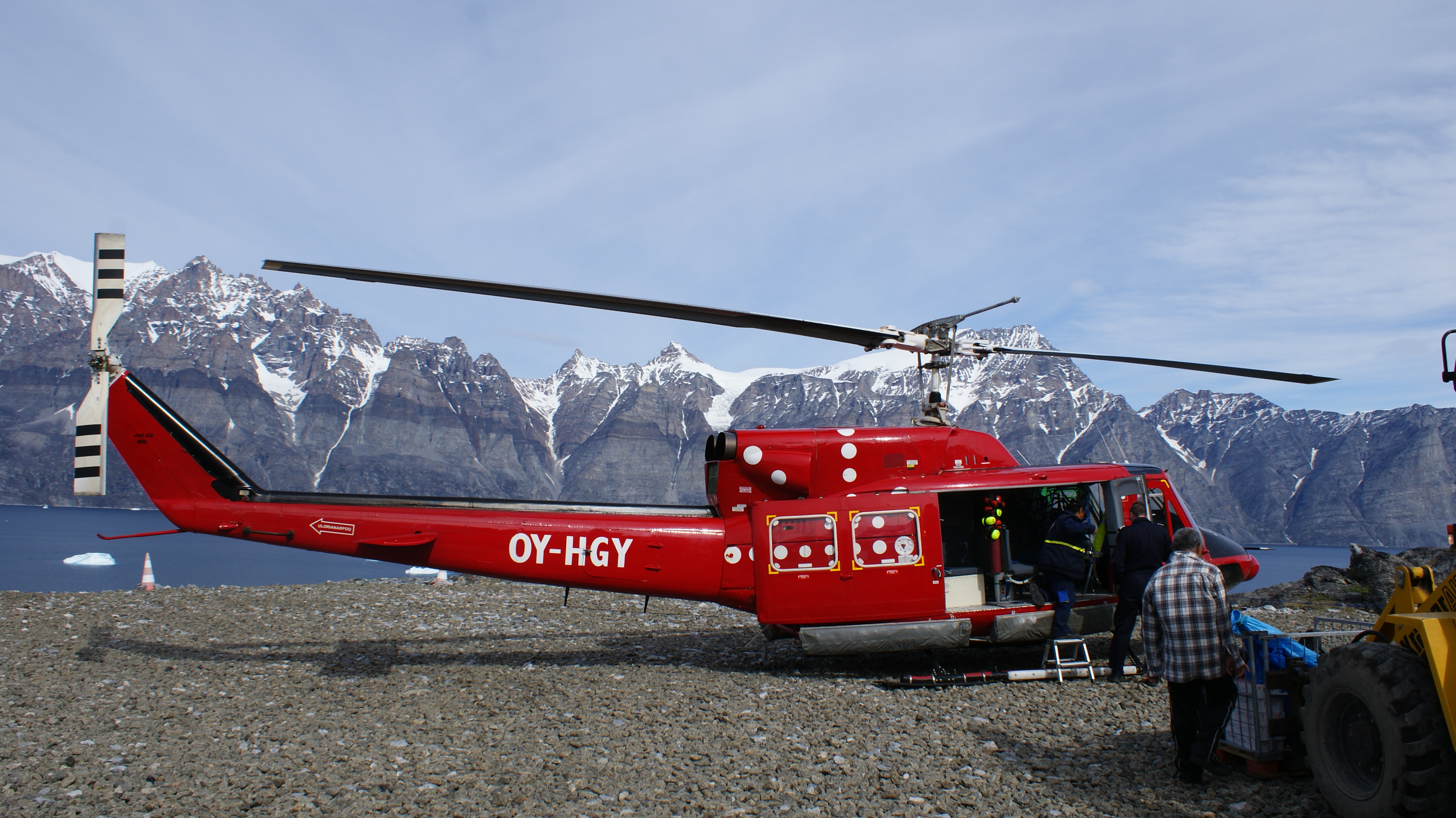
L'Héliport d'Ukkusissat est desservi par des vols passagers et des vols cargo.

Air Greenland exploite des vols d'hélicoptère à la plupart des villages au Groenland sous contrat avec le gouvernement local du Groenland. Les vols sont classés comme vols de village (classe de réservation A) et sont subventionnés par le gouvernement local. Les vols de village ne sont pas recommandés dans le calendrier, même si elles peuvent être pré-réservées.
Les heures de départ pour ces vols comme indiqué lors de la réservation sont par définition approximatives, le service de village étant optimisé en fonction de la demande locale pour un jour donné. Les vols de village dans la région de la Baie de Disko sont uniques en ce qu'elles ne soient offerts que pendant l'hiver et au printemps. Au cours de l'été et l'automne, la communication entre les établissements est par mer seulement, aussi sur un contrat gouvernemental mais par les lignes exploités par Disko Line, un ferry pour passagers et fret basé à Ilulissat.

## Filiales

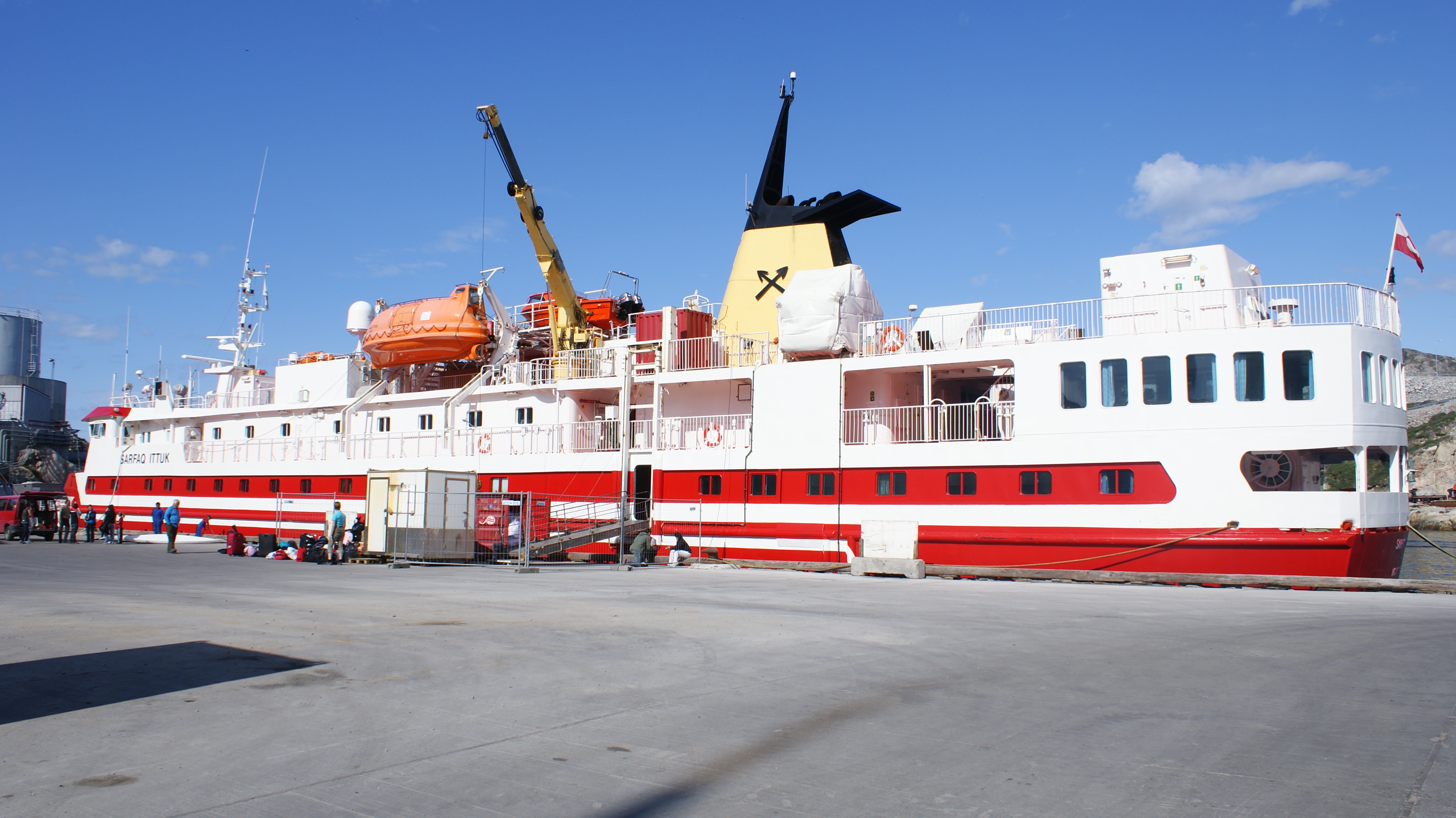
M/S Sarfaq Ittuk de l'Arctic Umiaq Line assure un parcours côtier, transférant les passagers de petites collectivités côtières aux grandes villes couvertes par le réseau aéroportuaire d'Air Greenland.

Le Ministère du Logement, de l'Infrastructure et des Transports supervise le développement du secteur et exerce une influence sur les décisions prises par les entreprises qu'elle soit mi-publiques ou publiques, y compris les taxes d'aéroport, la politique de prix d'Air Greenland, le réseau de liaisons maritimes, le réseau des aéroports et des héliports, et la stratégie de développement touristique pour le Groenland.

### Arctic Umiaq Line
Avec une participation de 50 %, Air Greenland est le copropriétaire de l'Arctic Umiaq Line, le ferry pour passagers et fret reliant les communautés côtières à partir d'Ilulissat dans le nord jusqu'à Narsaq dans le sud,.
Le traversier est entré dans une période troublée à la fin des années 2000. Les subventions annuel du gouvernement local du Groenland s'élevaient à 5 millions couronnes danoises (DKK), mais les allégations de mauvaise gestion des ressources et la décision de vendre un de deux des navires de la flotte, une décision critiquée, ont contribué à la menace de faillite avant la fin de 2010. Le 16 mars 2010, Air Greenland a annoncé son intention de céder ses actions. Avec cette annonce de la compagnie aérienne, il est alors probable que la faillite intervienne en 2010 ; les opérations ne sont garanties que jusqu'à la fin de cette année.

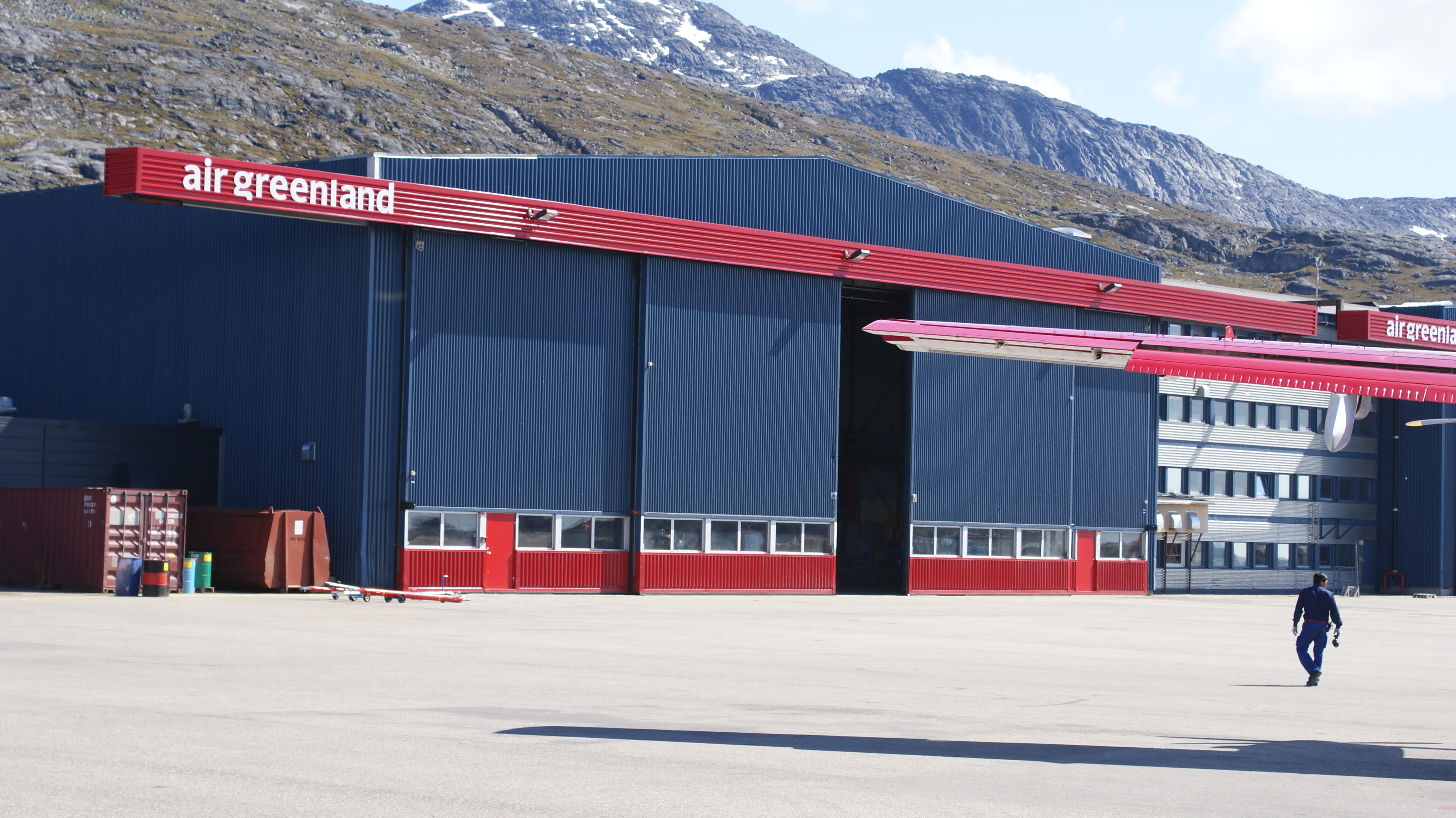
Les hangars à la base technique d'Air Greenland à l'aéroport de Nuuk.

### Entreprises du tourisme
Air Greenland est propriétaire exclusif d'Arctic Hotel A/S, un hôtel et agence de voyages basé à Ilulissat, propriétaire partiel de World of Greenland, une entreprise de pourvoirie également basée à Ilulissat. La compagnie est également propriétaire du Greenland Travel, une agence de voyages à forfait qui est basée à Copenhague,.

## Accidents et incidents
- Le 29 août 1961, un DHC-3 Otter avec immatriculation CF-MEX s'est écrasé à 20 kilomètres de Kangerlussuaq. L'avion était en service non régulier et en route de l'aéroport de Kangerlussuaq à l'aéroport d'Aasiaat, où une fuite de carburant a causé un incendie en vol. Un des pilotes a été tué, tandis que l'autre pilote et les quatre passagers ont survécu[59].
- Le 12 mai 1962, un Catalina avec immatriculation CF-IHA s'est écrasé en atterrissant à Nuuk. L'accident a été causé par un dysfonctionnement mécanique des portes de la roue avant, les causant de rester ouvertes tant que l'hydravion a atterri sur l'eau, et l'avion s'est enfoncé dans l'eau. L'accident a tué 15 des 21 personnes à bord[60].